# Đak Ơ
Đak Ơ là một xã thuộc tỉnh Đồng Nai, Việt Nam.

## Địa lý
Xã Đak Ơ có diện tích 246,93 km², dân số năm 2015 là 15.764 người, mật độ dân số đạt 64 người/km².
Đak Ơ là một xã biên giới với số hộ đồng bào dân tộc chiếm trên 35% với 1.217 hộ và số dân là 5.656 người, chủ yếu là người X'tiêng, là xã đặc biệt khó khăn của huyện Bù Gia Mập với số hộ nghèo năm 2015 chiếm 12,39% toàn xã.

## Lịch sử
Ngày 26 tháng 12 năm 1997, Chính phủ ban hành Nghị định số 119/1997/NĐ-CP về việc thành lập xã Bù Gia Mập trên cơ sở 23.276 ha diện tích tự nhiên và 4.001 nhân khẩu của xã Đak Ơ.
Sau khi điều chỉnh địa giới hành chính xã Đak Ơ có 36.724 ha diện tích tự nhiên và 4.673 nhân khẩu.

## Kinh tế
Xã Đak Ơ là một vùng chuyên canh cây công nghiệp lớn của huyện Bù Gia Mập với chủ yếu là các loại cây nông sản như điều, tiêu, cao su....với diện tích điều là 3.434 ha, tiêu là 351 ha, cao su 4.228 ha với giá trị sản xuất nông nghiệp(cây lâu năm)ước đạt 1.250 triệu đồng (giá so sánh 2010) chiếm 11,1% tổng giá trị sản xuất nông nghiệp(cây lâu năm) trên toàn huyện Bù Gia Mập.
Từ khi huyện Bù Gia Mập được tái lập vào ngày 01 tháng 08 năm 2015 tổng số đơn vị hành chính của huyện còn lại 8 xã thì Đak Ơ được xem là một trong những xã phát triển nhất của huyện Bù Gia Mập với số lượng dân số và tiềm lực kinh tế phát triển.